# زبان کمزاری
کُمزاری یا لارَکی یک زبان ایرانی جنوب‌غربی است که به فارسی و لارستانی بسیار نزدیک است. این زبان دارای ۴٬۰۰۰ تا ۵٬۰۰۰ گویشور در شبه‌جزیره مسندم عمان و جزیره لارک ایران است. گستردگی این گویش در دو سوی تنگهٔ هرمز است.
برخی منابع زبانی همچون گلاتولوگ و اتنولوگ آن را زبانی مستقل و عده‌ای آن را از گویش‌های زبان لارستانی می‌دانند. کمزاری شباهت‌های بسیاری را با گویش‌های گرمسیری دارد.

## جغرافیا
به‌طورکلی، جغرافیای گویش‌وران کمزاری (کومزاری) در دو سوی تنگه هرمز است. بخشی از گویش‌وارن کمزاری در جنوب ایران و بخشی در شمال کشور عمان ساکن هستند. کمزاری همچنین در روستای کُمزار، شهر خصب و دبا در شبه‌جزیرهٔ مسندم در عمان و امارات متحدهٔ عربی نیز صحبت می‌شود. در لارَک این زبان هنوز شکل اصلی خود را حفظ کرده، ولی در کُمزار، خصب و دبا به‌دلیل گستردگی استفاده از زبان عربی در اداره‌ها، مدرسه‌ها و رادیو و تلویزیون، در کمزاری تعداد زیادی واژهٔ عربی وارد شده است.

## وابستگی زبانی
گلاتولوگ، دانشنامهٔ ایرانیکا و اتنولوگ کمزاری را یک زبان مستقل از زبان‌های ایرانی جنوب‌غربی می‌دانند. مالچانوا، زبان‌شناس روس، عقیده دارد که کمزاری یکی از گویش‌های زبان لارستانی است. با این حال، کمزاری شباهت‌های زیادی نیز با گویش مینابی دارد.
در گسترهٔ پراکندگی کمزاری در عمان، عربی زبان رسمی است. ارتباط مستمر کمزاری‌ها با عرب‌ها در عمان، پیدایش مجموعه‌ای (بیش از ۳۰٪) از واژه‌های عربی در واژگان کمزاری و نیز پدیدهٔ تداخل آوایی (بیشکار از واژهٔ کهن‌ترِ «پیشکار»، «حین» از واژهٔ کهن‌ترِ «آهن»، و غیره) در آواهای آن را سبب شد. در نحوِ کمزاری، همانندی‌هایی با زبان عربی دیده می‌شود که به‌احتمال زیاد به‌سبب رشد همگراییِ این زبان‌هاست؛ مانند ساختارهایی با معنی «داشتن» با حرف اضافهٔ حالتِ بایی: وای مه («با من»، «من دارم»)، مقایسه کنید با: عربیِ مَعَهُ (با او)، و نیز در ترکیب صفت و موصوف که در زبان عربی، صفت ازلحاظ شمار و معرفه یا نکره بودن با اسم مطابقت می‌کند.

## واج‌شناسی

### همخوان‌ها
کمزاری دارای شماری همخوان است که همگی به جز (ʔ, ʁ, ɦ) جفت هستند.
|                 | دولبی | لبی‌دندانی | لثوی | لثوی نرم‌کامی‌شده | لثوی‌کامی | کامی | نرم‌کامی | زبانکی | حلقی | چاکنایی |
| --------------- | ----- | --------- | ---- | --------------- | -------- | ---- | ------- | ------ | ---- | ------- |
| انسدادی/انسایشی | p b   |           | t d  | tˠ dˠ           | tʃ dʒ    |      | k g     | q      |      | ʔ       |
| سایشی           |       | f         | s z  | sˠ zˠ           | ʃ        |      |         | χ ʁ    | ħ    | ɦ       |
| خیشومی          | m     |           | n    |                 |          |      |         |        |      |         |
| ناسوده          | w     |           | l ɻ  | lˠ              |          | j    |         |        |      |         |

### واکه‌ها
کمزاری دارای تمایز کشیدگی در واکه‌هایش و دارای پنج واکه بلند و سه واکه کوتاه است. واکه‌ها هیچ‌گاه در وقفه مستقیم بیان نمی‌شوند؛ و توسط یک‌نیمه‌واکه همچون /j/ و /w/ یا یک ایست زبانی همچون (/ʔ/) جدا می‌شوند.
|                | پیشین | مرکزی | پسین |
| -------------- | ----- | ----- | ---- |
| بسته بلند      | i:    |       | u:   |
| نیمه‌بسته کوتاه | ɪ     |       | ʊ    |
| نیمه‌باز کوتاه  |       | ɐ     |      |
| باز بلند       |       | a:    |      |

## دستور زبان
کمزاری بسیاری از خواص زبان‌های کهن ایران را تاکنون محفوظ داشته است؛ مانند صرف نام‌ها در حالت‌های هفت‌گانه و به‌کاربردن پیشوندهای متعدد برای فعل‌ها.
- ضمیرهای شخصی:

|        | مفرد        | جمع           |
| ------ | ----------- | ------------- |
| اول‌شخص | مَی‌اَم mæɪ æm | ماهِم mɑ:hem   |
| دوم‌شخص | تُوی tovi:   | شومائه ʃumɑ:ə |
| سوم‌شخص | ییهِه ji:he  | یِهِن jehen     |
در گفتگوهای روزمره اغلب «مَ» mæɪ æm، «تُو» tovi: و «یِ» je (برای من، تو، او) به‌کار می‌رود.

## نمونه‌ها
عناصر زبان فارسی در لارکی به‌فراوانی یافت می‌شوند، ولی بعضی اندکی تغییرشکل داده‌اند؛ مانند:
خانه = خانوغو،

مرد = مردوکو
چند جملهٔ کوتاه به زبان لارکی:
- پ گییا تای؟ = از کجا می‌آیید؟
- کییا تو خوری؟ = چه می‌خورید؟
- بپ تو گییا هه؟ = پدرت کجاست؟
- مَ توخاووم = من می‌خوابم.
- مَ توگوم = من می‌گویم.
- مَ توخوروم = من می‌خورم.